# نره‌سنگ بالا
نره‌سنگ بالا یک روستا در ایران است که در بخش مرکزی شهرستان سربیشه واقع شده‌است. نره‌سنگ بالا ۳۳ نفر جمعیت دارد.
شغل اکثر مردم این روستا دامداری و کشاورزی است.
محصولاتی که در این روستا کشت می شود زرشک زرشک و زعفران زعفران است که از بهترین سوغات خراسان جنوبی می باشد.
آبی  که مردم برای کشاوری استفاده می کنند از قناتی تامین میشود که از رشته کوه های اطراف این روستا سرچشمه می گیرد، که بسیار آبی معدنی و شیرینی می باشد.
کوهای این روستا منبع گیاهان دارویی از قبیل آویشنآویشن کاکوتیکاکوتی و.... که منبع درآمدی برای مردم این روستا است.